# Walls and Wallops
Pour plus de détails, voir Fiche technique et Distribution.
Walls and Wallops est un film muet américain réalisé par Larry Semon, sorti en 1916.

## Fiche technique
- Titre : Walls and Wallops
- Réalisation : Larry Semon
- Scénario : C. Graham Baker, Larry Semon
- Société de production : Vitagraph Company of America
- Société de distribution : General Film Company
- Pays d'origine :  États-Unis
- Langue : film muet avec les intertitres en anglais
- Métrage : 300 m
- Format : Noir et blanc - 35 mm - 1,33:1  -  Muet
- Genre : Comédie
- Durée : 10 minutes
- Dates de sortie :
  - États-Unis : 13 novembre 1916

## Distribution
- Hughie Mack: le sergent de police
- Patsy De Forest : la fille du chef de police
- William Shea : le chef de police
- Eddie Dunn (en) : le gangster